# Busuu
Busuu é uma plataforma de aprendizagem de idiomas na web, iOS e Android que permite aos usuários interagir com falantes nativos. Atualmente, são oferecidos 12 cursos de idiomas. Os alunos trabalham em aulas individualizadas de um ou mais idiomas do curso. As aulas incluem o estudo de vocabulário e gramática. No final de cada lição, os alunos podem praticar com falantes nativos do idioma que estão aprendendo, em conversação escrita ou falada.
Em janeiro de 2020, o Busuu somava mais de 100 milhões de usuários registrados.

## Etimologia
Busuu é uma língua falada em Camarões. De acordo com um estudo tecnológico realizado na década de 1980, apenas oito pessoas falavam essa língua minoritária. O código ISO 639-3 para Busuu é bju. 

## História
Busuu foi fundado em maio de 2008 por Bernhard Niesner e Adrian Hilti. A empresa lançou com uma versão gratuita de seu site e abriu seu primeiro escritório em Madrid. Em 2009, a assinatura Premium foi introduzida para acessar todos os recursos da plataforma e, em 2010, o primeiro aplicativo móvel Busuu foi lançado.
Busuu deve o seu nome à língua em extinção Busuu, falada nos Camarões. De acordo com um estudo etnológico realizado na década de 1980, apenas oito pessoas naquela época ainda falavam essa língua. Em 2010, o Busuu criou um curso de curta duração para incentivar as pessoas a aprender a língua Busuu.
Depois de fechar uma rodada da Série A de 3,5 milhões de euros da PROfounders Capital e investidores privados em 2012, Busuu melhorou ainda mais as funcionalidades da plataforma e aumentou sua participação no mercado global. Durante aquele ano, a empresa mudou seus escritórios e funcionários para um escritório com sede em Londres. A sede da Busuu permanece em Londres desde então.
Em abril de 2014, o Busuu fez parceria com a empresa de educação Pearson, e os usuários puderam obter um certificado gSET reconhecido em inglês. Em 2015, a editora de educação global McGraw-Hill Education tornou-se um investidor estratégico na empresa. Os usuários poderiam então obter um certificado McGraw-Hill Education do nível iniciante A1 ao nível intermediário superior B2, em inglês, espanhol, francês, alemão, italiano e português.
Em maio de 2016, a empresa lançou o Busuu for Organizations (para Organizações), a plataforma de aprendizagem de idiomas para universidades e empresas. Usando a plataforma, as organizações podem dar a seus alunos ou funcionários acesso ao Busuu Premium. A plataforma permite que as organizações visualizem o progresso do aluno e o uso do aplicativo ao longo do tempo. Cursos personalizados foram criados para organizações como a Uber. Isso incluiu lições sobre os contextos específicos que um motorista do Uber encontraria com seus passageiros.
Em 2016, foi parceiro de lançamento do Google Home Assistant, oferecendo aulas de espanhol ativadas por voz; em 2017, lançou um aplicativo de realidade virtual para aprender espanhol, disponível para o Oculus Gear e Oculus Go, e em 2018, o Busuu lançou um teste de compreensão para a plataforma Amazon Alexa.

## Comunidade
A plataforma incentiva a aprendizagem colaborativa, permitindo que os membros pratiquem suas habilidades de escrita e conversação com a ajuda de falantes nativos do idioma que estão aprendendo. Todos os alunos corrigem o trabalho uns dos outros. Eles podem conversar por meio de gravação de voz assíncrona ou chat de texto. Desta forma, todo usuário Busuu é ao mesmo tempo aluno de uma língua estrangeira e tutor das línguas que já fala.

## Premiações
Desde que a empresa foi fundada em 2008, Busuu e seus fundadores ganharam mais de 19 prêmios, incluindo "Melhor Aplicativo de Idioma" pela Associação Alemã de Estudos do Consumidor, o prêmio Bloomberg Innovator, e foi selecionado como 'melhores aplicativos de 2015' pelo Google Play.

## Pesquisas acadêmicas
Em 2016, pesquisadores da Universidade da Cidade de Nova Iorque e da Universidade da Carolina do Sul conduziram um estudo sobre a eficácia dos cursos oferecidos pelo Busuu. Os resultados indicaram que aprender um idioma por 22 horas com o Busuu Premium equivalia a 1 semestre letivo.
Mais tarde, em 2016, Busuu trabalhou com um professor sênior na The Open University para descobrir sobre o comportamento dos alunos de idiomas na plataforma. Os resultados mostraram que 82% dos alunos do Busuu confirmaram que o Busuu ajudou a melhorar o aprendizado de línguas.
Busuu está trabalhando com a University College London em um estudo contínuo sobre motivação e aquisição de um segundo idioma.